# Tananger
Tananger är en tidigare tätort i Sola kommun i Rogaland fylke i sydvästra Norge. Orten räknas numera som en del av den sammanväxta tätorten Stavanger/Sandnes.